# Blood River - La vendetta corre sul fiume
Blood River - La vendetta corre sul fiume (Blood River) è un film del 1991, diretto da Mel Damski e scritto da John Carpenter, che fonde elementi del film drammatico e quelli del western alla Howard Hawks.

## Trama
Jimmy Pearls (Rick Schroder), un giovane sbandato, uccide il figlio di Henry Logan (John P. Ryan) ed altri due uomini dopo aver scoperto che essi hanno ucciso i suoi genitori per un appezzamento di terreno. Cercando di fuggire dalla vendetta di Logan, si rifugia nelle montagne circostanti, dove incontra Winston Patrick Culler (Wilford Brimley), che diventa suo compagno di viaggio. Jimmy, però, non riesce a capire perché Culler lo stia aiutando.

## Produzione
Il film vede la partecipazione di Rick Schroder ed Adrienne Barbeau, che non lavorava al fianco dell'ex-marito Carpenter dai tempi di La cosa.
Originariamente, Carpenter aveva scritto la pellicola per John Wayne, che avrebbe dovuto girarlo per il grande schermo, ma i problemi di salute dell'attore non fecero avverare il desiderio dello sceneggiatore. La parte assegnata a Wayne venne poi assegnata a Wilford Brimley.
Quella di Rick Schroder doveva invece andare a Ron Howard.